# Thalattosuchus
Thalattosuchus es un género extinto de crocodiloformo que vivió en los océanos durante el Jurásico Medio.

## Descubrimiento
Los especímenes fósiles referibles al Thalattosuchus son conocidos de depósitos del Jurásico Medio de Francia y Inglaterra.

## Taxonomía

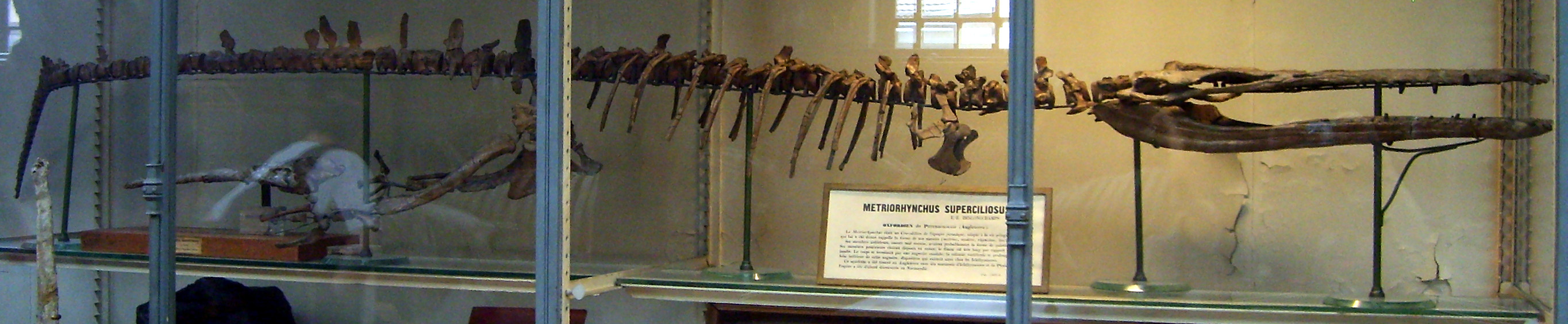
T. superciliosus en el Museo Nacional de Historia Natural de Francia, París

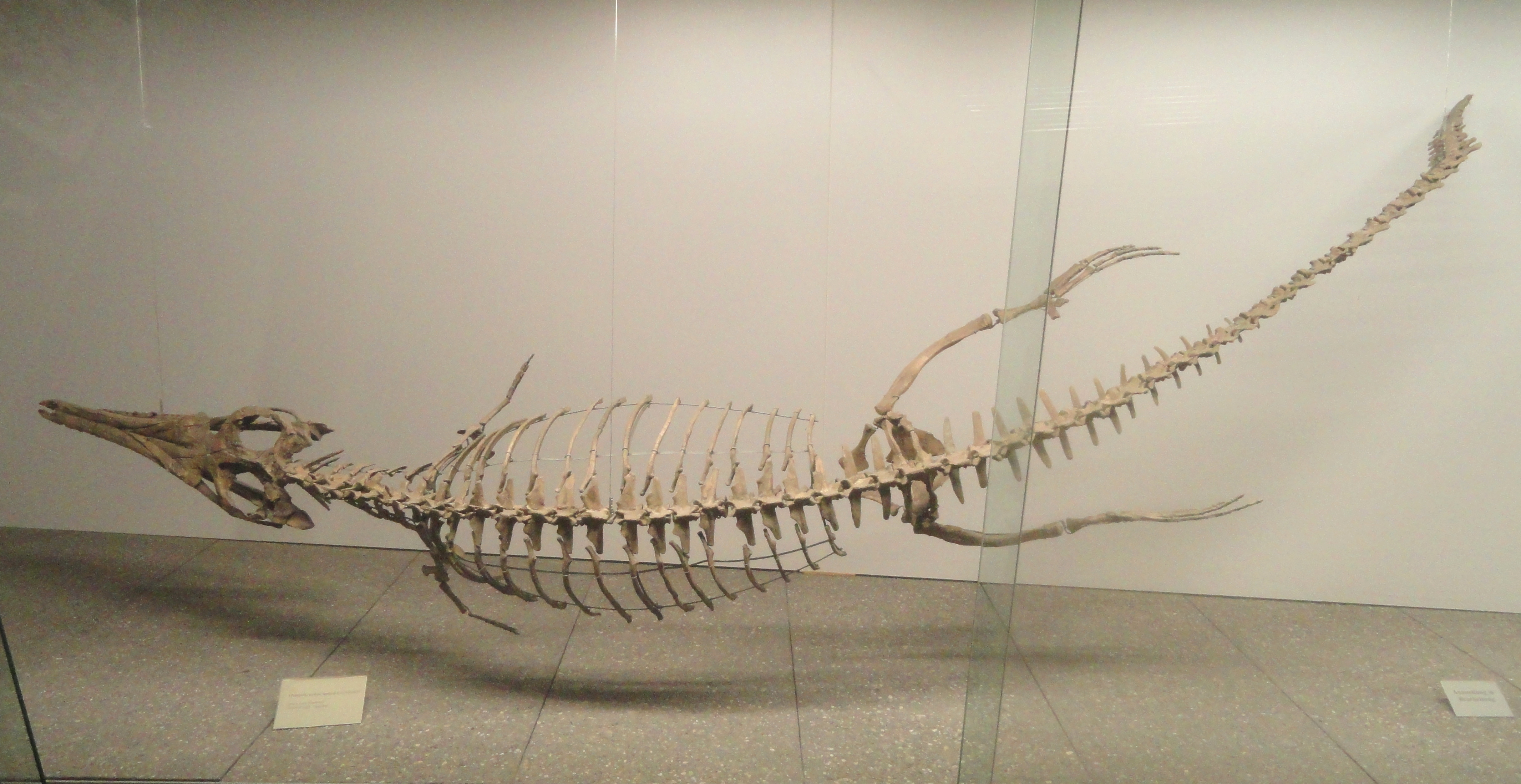
T. superciliosus, Museo Senckenberg de Fráncfort.

Thalattosuchus fue asignado anteriormente a Metriorhynchus, como M. superciliosus, pero el análisis cladístico de Metriorhynchidae por Young et al. (2020) impulsó la erección de un nuevo género para M. superciliosus.

## Palaeobiología

### Descripción

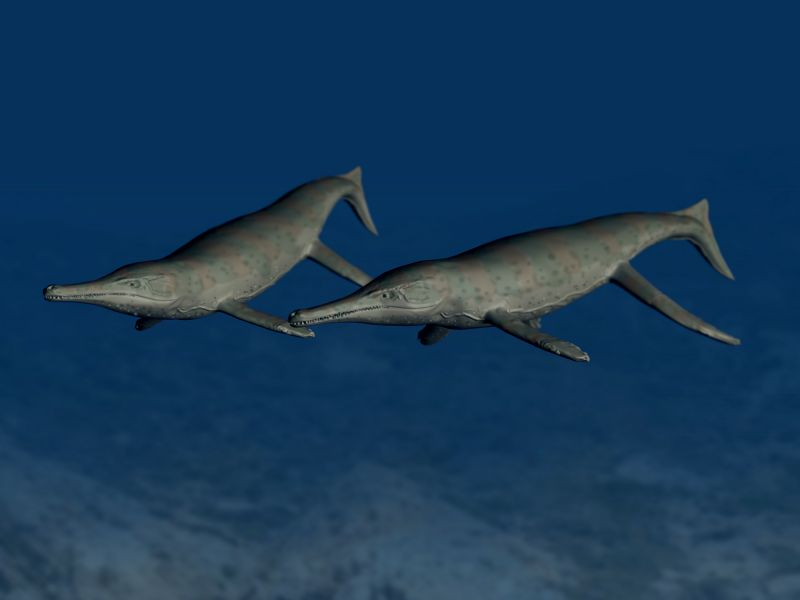
Reconstrucción de un par de Thalattosuchus superciliosus en su ambiente

Con cerca de 3 metros de longitud en promedio, Thalattosuchus era de un tamaño similar al de muchos cocodrilos modernos. Sin embargo, poseía un cuerpo mucho más estilizado y ahusado, junto con una cola provista de aleta al final, haciéndolo un nadador mucho más eficiente que las especies modernas de cocodrilos.

### Glándulas de sal

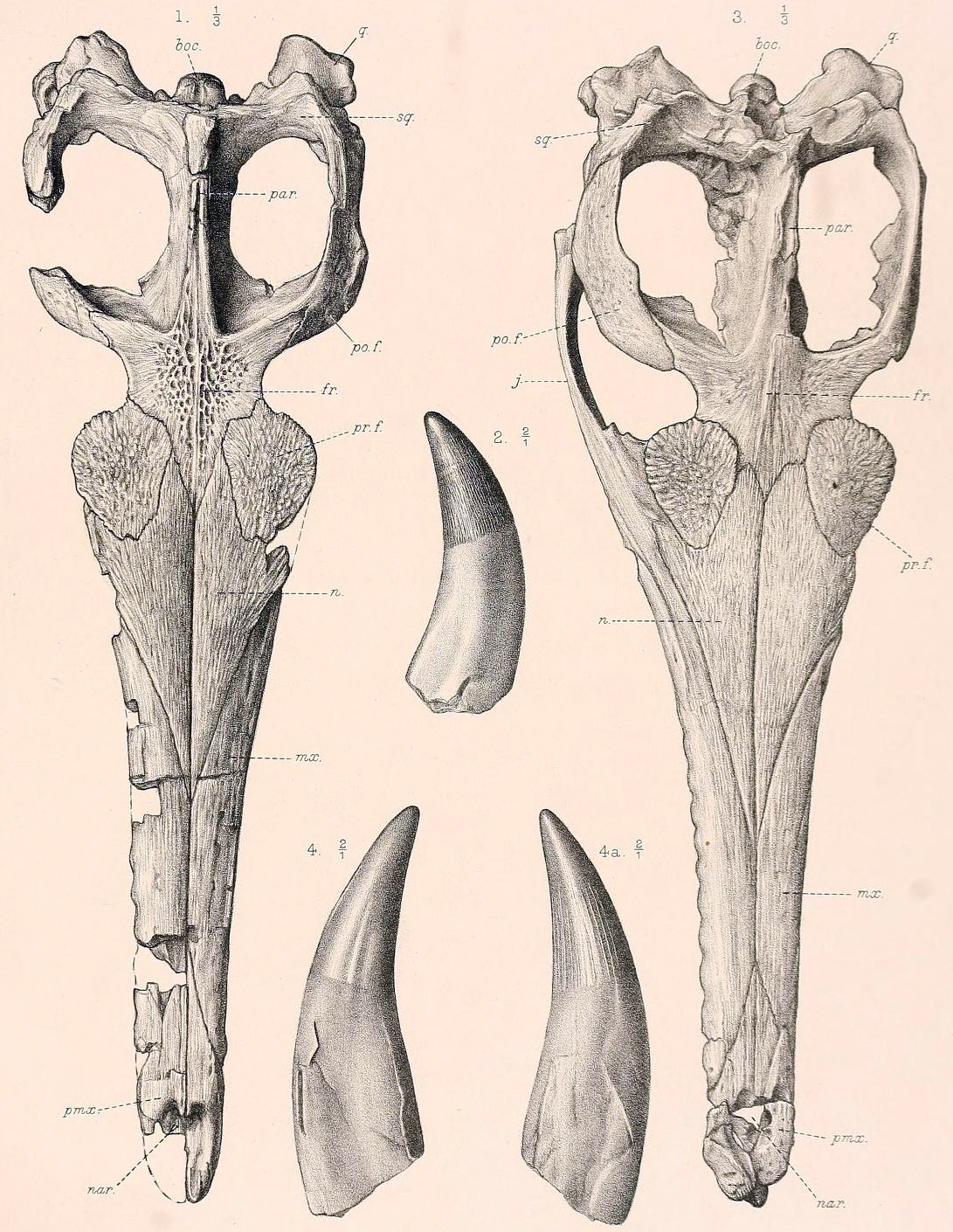
Cráneos de T. superciliosus

Un examen reciente de los especímenes fósiles de la especie Thalattosuchus superciliosus han mostrado que los adultos tenían  glándulas bien desarrolladas para eliminar el exceso de sal de sus cuerpos. Esto significa que como su pariente Geosaurus debió ser capaz de consumir agua de mar (algo necesario para un animal pelágico) y devorar presas que tenían la misma concentración iónica que el agua de mar circundante (por ejemplo, cefalópodos) sin riego de deshidratarse.

### Dieta
Thalattosuchus fue un depredador versátil y oportunista, cazando tanto belemnites acorazados, como peces rápidos y escurridizos y especies más grandes como el pez filtrador Leedsichthys. Ocasionalmente debió tratar de capturar animales voladores como los pterosaurios así como alimentarse de cadáveres de plesiosaurios en el suelo marino.

## Paleoecología

### Depredadores
A pesar de que el Thalattosuchus era un depredador efectivo, no dejaba de ser vulnerable a los mayores depredadores de su tiempo como el pliosaurio Liopleurodon, el cual podía llegar a medir algo más de  10 metros de longitud. Dado que el Thalattosuchus había perdido ya los osteodermos (escudos óseos) característicos de otros cocodrilos, para volverse nadadores más eficientes, debió haber tenido pocas defensas naturales contra depredadores marinos mayores.